# Um die Großwiese
Das Gebiet Um die Großwiese ist ein vom Landratsamt Karlsruhe durch Verordnung vom 19. Oktober 1990 ausgewiesenes Landschaftsschutzgebiet auf dem Gebiet der Gemeinde Bad Schönborn im Landkreis Karlsruhe.

## Lage und Beschreibung
Das 2,5 km² große Landschaftsschutzgebiet liegt östlich des Ortsteils Langenbrücken. Es wird im Norden durch die Bundesstraße 292 und im Osten durch den Gründelgraben und die Gemeindegrenze zu Östringen begrenzt, im Süden durch die Gemeindegrenze zu Ubstadt-Weiher. Naturräumlich gehört es zum Kraichgau. Im Norden liegt das flächenhafte Naturdenkmal Magerwiese Pfarrwald im Geltungsbereich des Landschaftsschutzgebiets. Es überschneidet sich in Teilen mit dem FFH-Gebiet Nördlicher Kraichgau.
Das Landschaftsschutzgebiet umfasst eine kraichgautypische Landschaft mit artenreichen Grünlandbeständen, Streuobstwiesen, Feldhecken, Bächen mit bachbegleitender Auwaldvegetation, Weinbergen und einem geschlossenen Waldbestand im Osten.

## Schutzzweck
Wesentlicher Schutzzweck des Landschaftsschutzgebietes ist laut Schutzgebietsverordnung „die Erhaltung eines großräumigen und geschlossenen Wiesengebietes mit Feuchtwiesen, Streuobst und Bachgehölzen; die Erhaltung einer aus Grünland, Reben und Wald bestehenden und zu hoher landschaftlicher Schönheit und Vielfalt vereinten Flur in der Vorbergzone des Kraichgaus; die Erhaltung eines für die Nah- und Kurerholung besonders wertvollen Gebietes;  die Förderung des Grünlandes; Erhaltung des Traubeneichen-Hainbuchen-Waldes insbesondere in dessen Funktion als Erholungswald [sowie] die Erhaltung eines Rebengebietes als Teilgebiet der schützenswerten Vorbergzone.“